# Dekanat Libiąż
Dekanat Libiąż – jeden z 45 dekanatów w rzymskokatolickiej archidiecezji krakowskiej.

## Parafie
W skład dekanatu wchodzi 8 parafii:
- parafia Przenajświętszej Trójcy – Bobrek
- parafia Miłosierdzia Bożego – Chełmek
- parafia NMP Królowej Polski – Chełmek
- parafia św. Jadwigi Królowej – Gorzów
- parafia Matki Boskiej Różańcowej – Gromiec
- parafia Przemienienia Pańskiego – Libiąż
- parafia św. Barbary – Libiąż
- parafia św. Stanisława – Żarki

## Sąsiednie dekanaty
Babice, Bieruń (archidiec. katowicka), Chrzanów, Jaworzno – św. Wojciecha i św. Katarzyny (diec. sosnowiecka), Mysłowice (archidiec. katowicka)